# Episodi di Liebling Kreuzberg (prima stagione)
La prima stagione della serie televisiva Liebling Kreuzberg è stata trasmessa in anteprima in Germania da Das Erste tra il 17 febbraio 1986 e il 24 marzo 1986.
| nº | Titolo originale    | Titolo italiano | Prima TV Germania | Prima TV Italia |
| -- | ------------------- | --------------- | ----------------- | --------------- |
| 1  | Der neue Mann       | inedito         | 17 febbraio 1986  | inedito         |
| 2  | Ein dringender Fall | inedito         | 24 febbraio 1986  | inedito         |
| 3  | Der Beschützer      | inedito         | 3 marzo 1986      | inedito         |
| 4  | Doppeleinsatz       | inedito         | 10 marzo 1986     | inedito         |
| 5  | Kleine Fische       | inedito         | 17 marzo 1986     | inedito         |
| 6  | Der Retter          | inedito         | 24 marzo 1986     | inedito         |